# Alex Stik Castro
Alex Stik Castro Giraldo, noto semplicemente come Alex Castro (Medellín, 8 marzo 1994), è un calciatore colombiano, centrocampista del Deportes Tolima.

## Caratteristiche tecniche
È un esterno sinistro.

## Carriera
Cresciuto nel settore giovanile dell'Alianza Petrolera, ha esordito in prima squadra il 17 ottobre 2013 disputando l'incontro di Copa Colombia perso 1-0 contro l'Atlético Nacional.

## Palmarès

### Club
- Campionato uruguaiano: 1

Nacional: 2022